# Juan Carlos Dyrzka
Juan Carlos Dyrzka, född 24 mars 1941, död 26 juni 2012, var en argentinsk friidrottare. Han deltog vid olympiska sommarspelen 1964 och olympiska sommarspelen 1968.